# Fundação SENER
A Fundação SENER foi criada em maio de 2002 pela SENER Grupo de Engenharia e pela família Sendagorta para promover iniciativas e atividades baseadas em dois princípios: contribuir com o serviço social da comunidade através da formação de pessoas, e desenvolver o caráter socialmente responsável da atividade profissional. Os objetivos da Fundação SENER, dirigida por Enrique de Sendagorta Aramburu são:
- Difundir o espírito dos irmãos Enrique e José Manuel de Sendagorta,[2] fundadores da SENER, caracterizado pela busca de conhecimentos científicos e tecnológicos. Aplicar estes conhecimentos aos projetos de engenharia para conseguir a melhor solução das necessidades de seu ambiente e de seu tempo.
- Apoiar pessoas ou grupos que se destaquem por sua capacidade e iniciativa, competência científica ou tecnológica e responsabilidade ética em seu trabalho e/ou formação.
- Favorecer o desenvolvimento moral e material da sociedade através de programas e projetos de conteúdo científico e tecnológico.

## Atividades
As atividades da Fundação SENER estão dirigidas ao apoio a formação de jovens engenheiros e projetos de tecnologia através da concessão de prêmios, bolsas de estudo e ajudas para o financiamento de projetos de alto conteúdo tecnológico e científico.

### Programa de bolsas
A Fundação SENER conta com um programa de bolsas para dar apoio a jovens engenheiros procedentes de países da Europa Oriental, América Latina e Ásia. A Fundação facilita que eles possam realizar um programa de doutorado ou mestrado em uma universidade espanhola, europeia ou americana, dentro das especialidades de engenharia aeroespacial, engenharia civil, engenharia de energia e processos ou engenharia naval. Uma vez que os engenheiros concluem sua formação, são incorporados a SENER através de um contrato de estágio, dentro da seção técnica da empresa que seja mais adequada a sua especialização.

### Ajudas e colaboração
A Fundação SENER colabora com outras entidades e organizações, prestando seu apoio em projetos tecnológicos que permitam resolver necessidades básicas de determinados coletivos de pessoas. Estas colaborações são materializadas no compartilhamento de conhecimento e assessoramento por parte dos engenheiros da empresa. Em 2007, em colaboração com a Fundação NIDO, foi iniciado um projeto para a melhoria da qualidade de vida de pessoas com paralisia cerebral profunda, adequando e otimizando as cadeiras de rodas utilizadas por estas pessoas. A Fundação SENER contribuiu com a experiência da área de engenharia e construção da empresa na aplicação de materiais, análise de estresse das cadeiras, desenvolvimento de estruturas, mecanismos simples etc. Em 2009 foram entregues três cadeiras adaptadas a NIDO e os direitos de propriedade intelectual foram cedidos para facilitar sua fabricação.

### Prêmios
Em colaboração à área Naval da SENER, a Fundação promove diferentes prêmios dirigidos a projetos de engenharia e trabalhos de pesquisa. Na Universidade Politécnica de Madrid, foi aberto um prêmio que reconhece o esforço dos melhores alunos na matéria de Linguagens de Programação ministrada na Escola Técnica Superior de Engenharia Naval da Universidade Politécnica de Madrid (UPM). Além disso, a melhor tese de doutorado em engenharia também é reconhecida e premiada. Os Prêmios Fundação SENER para a Melhor Tese de Doutorado têm como objetivo estimular a pesquisa nas áreas científicas e tecnológicas nas que a SENER desenvolve sua atividade (Aeroespacial, Engenharia Civil e Arquitetura, Energia e Processos, e Engenharia Naval). Com uma convocatória anual, estes prêmios estão dirigidos a todas as pessoas que tenham recebido o título de doutor por uma universidade europeia em alguma das áreas relacionadas com os campos de atividade da empresa e no mesmo ano da convocatória.